# Клочан Владислав Костянтинович
Владислав Костянтинович Клочан (нар. 31 травня 1998, Львове, Херсонська область, Україна) — український футболіст, півзахисник.

## Життєпис

### Юнацько—молодіжна кар'єра
Вихованець юнацької академії: «Дніпро» (Дніпропетровськ), де і розпочинав свої виступи у першості України (ДЮФЛ). Загалом на дитячо-юнацькому рівні провів 76 ігор та відзначився 24 голами. Впродовж 2015—2018 років виступав в Українській Прем'єр-лізі U-19 та U-21 за юнацько-молодіжну команду кропивницької «Зірки» та ФК «Олександрії», де провів 57 офіційних матчів (7 голів).

#### В збірній
Впродовж 2013—2014 років виступав за юнацьку збірну України до 16 років. Брав участь у відбіркових змаганнях до чемпіонату Європи, за цей період у футболці юнацької національної збірної України провів 5 офіційних матчів та відзначився 1 голом.

### Клубна кар'єра
Виступав в аматорських командах: «Інгулець-3» та «Скорук», також грав і в аматорських клубах Словаччини. У березні 2021 року підписав контракт з футбольним клубом «Буковина» (Чернівці), за який виступав протягом року та провів 29 офіційних матчів в усіх турнірах, у яких відзначився одним забитим голом.